# Roman Buess
Roman Buess (Bázel, 1992. szeptember 21. –) svájci korosztályos válogatott labdarúgó, a Winterthur csatárja.

## Pályafutása

### Klubcsapatokban
Buess a svájci Bázel városában született. Az ifjúsági pályafutását a Muttenz csapatában kezdte, majd 2003-ban a Basel akadémiájánál folytatta.
2011-ben mutatkozott be a Basel első osztályban szereplő felnőtt csapatában. A 2012–13-as szezonban az Aaraunál, majd a 2013–14-es szezonban a Locarnonál szerepelt kölcsönben. 2014 és 2016 között a Wohlen és a Thun csapatát erősítette. 2016-ban a St. Gallen szerződtette. Először a 2016. július 23-ai, Young Boys ellen 2–0-ra elvesztett mérkőzésen lépett pályára. Első gólját 2016. augusztus 7-én, a Grasshoppers ellen 2–1-re megnyert találkozón szerezte meg. 2019-ben a Lausanne-Sporthoz igazolt.
2019. július 1-jén szerződést kötött a másodosztályú Winterthur együttesével. 2019. július 20-án, az Aarau ellen 1–1-es döntetlennel zárult bajnokin debütált és egyben meg is szerezte első gólját a klub színeiben. A 2021–22-es szezonban feljutottak az első osztályba. A Super League-ben először a 2022. július 16-ai, Basel ellen 1–1-es döntetlennel zárult mérkőzésen lépett pályára. Első gólját 2022. július 31-én, a Lugano ellen 4–1-re megnyert találkozón szerezte meg.

### A válogatottban
Buess az U16-ostól az U20-asig minden korosztályú válogatottban képviselte Svájcot.

## Statisztika
2023. május 29. szerint.
| Klub                 | Szezon   | Bajnokság              | Bajnokság | Bajnokság | Kupa  | Kupa  | Nemzetközi | Nemzetközi | Összesen | Összesen |
| Klub                 | Szezon   | Bajnokság              | Mérk.     | Gólok     | Mérk. | Gólok | Mérk.      | Gólok      | Mérk.    | Gólok    |
| -------------------- | -------- | ---------------------- | --------- | --------- | ----- | ----- | ---------- | ---------- | -------- | -------- |
| Basel                | 2011–12  | Swiss Super League     | 1         | 0         | 0     | 0     | —          | —          | 1        | 0        |
| Aarau (kölcsönben)   | 2012–13  | Swiss Challenge League | 17        | 0         | 2     | 1     | —          | —          | 19       | 1        |
| Locarno (kölcsönben) | 2013–14  | Swiss Challenge League | 31        | 9         | 1     | 0     | —          | —          | 32       | 9        |
| Wohlen               | 2014–15  | Swiss Challenge League | 29        | 10        | 2     | 0     | —          | —          | 31       | 10       |
| Thun                 | 2015–16  | Swiss Super League     | 31        | 9         | 1     | 0     | 4          | 1          | 36       | 10       |
| St. Gallen           | 2016–17  | Swiss Super League     | 29        | 5         | 2     | 3     | —          | —          | 31       | 8        |
| St. Gallen           | 2017–18  | Swiss Super League     | 32        | 8         | 4     | 3     | —          | —          | 36       | 11       |
| St. Gallen           | 2018–19  | Swiss Super League     | 15        | 1         | 3     | 3     | 2          | 1          | 20       | 5        |
| St. Gallen           | Összesen | Összesen               | 76        | 14        | 9     | 9     | 2          | 1          | 87       | 24       |
| Lausanne-Sport       | 2018–19  | Swiss Challenge League | 14        | 2         | 0     | 0     | —          | —          | 14       | 2        |
| Winterthur           | 2019–20  | Swiss Challenge League | 34        | 12        | 5     | 3     | —          | —          | 39       | 15       |
| Winterthur           | 2020–21  | Swiss Challenge League | 33        | 11        | 3     | 2     | —          | —          | 36       | 13       |
| Winterthur           | 2021–22  | Swiss Challenge League | 26        | 16        | 2     | 1     | —          | —          | 28       | 17       |
| Winterthur           | 2022–23  | Swiss Super League     | 34        | 6         | 2     | 2     | —          | —          | 36       | 8        |
| Winterthur           | Összesen | Összesen               | 127       | 45        | 12    | 8     | 0          | 0          | 139      | 53       |
| Összesen             | Összesen | Összesen               | 326       | 89        | 27    | 18    | 6          | 2          | 359      | 109      |

## Sikerei, díjai
Basel
- Swiss Super League
  - Bajnok (1): 2011–12

- Svájci Kupa
  - Győztes (1): 2011–12

Aarau
- Swiss Challenge League
  - Győztes (1): 2012–13

Winterthur
- Swiss Challenge League
  - Győztes (1): 2021–22

Svájci U17-es válogatott
- U17-es labdarúgó-világbajnokság
  - Győztes (1): 2009